# 幫母
幫母（白一平轉寫：p-）是中古漢語的聲母，屬脣音幫組，全清聲母。該聲母沒有開合口對立，可與所有等配合。

## 擬音
大多數漢語族語言、域外方音和對音中，幫母大多數字對應雙脣不送氣清塞音/p/，學界一致同意將之擬爲/p/。
| 字母 | 高本漢 | 李方桂 | 陸志韋 | 王力 | 周法高 | 李榮 | 邵榮芬 | 蒲立本 | 董同龢 | 鄭張尚芳 | 潘悟雲 | 《廣韻》字數 |
| ---- | ------ | ------ | ------ | ---- | ------ | ---- | ------ | ------ | ------ | -------- | ------ | ------------ |
| 幫   | p      | p      | p(pʷ)  | p    | p      | p    | p      | p      | p      | p        | p      | 861          |

## 上古來源
大部分學者認為幫母字來自上古漢語的/p/輔音，發音從上古到中古都十分穩定。

## 各家分類
| 唐守溫三十字母 | 宋三十六字母 | 陳澧   | 曾運乾 | 白涤洲 | 李榮 | 周法高 |
| -------------- | ------------ | ------ | ------ | ------ | ---- | ------ |
| 不             | 幫、非       | 幫、方 | 博、方 | 博、方 | 幫   | 幫     |

## 反切上字
在廣韻，屬於幫母的反切上字計二十四字。
- 重唇：邊布補伯百北博巴卑并鄙必彼兵筆陂畀逋比
- 輕唇：方封分府甫

## 例字
| 等   | 例字                                                                      |
| ---- | ------------------------------------------------------------------------- |
| 一等 | 波 pa、寶 pawX、半 panH、北 pok                                           |
| 二等 | 邦 paewng、板 paenX、霸 paeH、百 paek                                     |
| 三等 | 風 pjuwng、反 pjonX、付 pjuH、法 pjop、彪 pjiw、鄙 pijX、變 pjenH、筆 pit |
| 四等 | 邊 pen、匾 penX、閉 pejH、壁 pek                                          |

## 漢語讀音演變
在相當多漢語族語言，脣音三等字一部分（學者認爲主要是三等合口字和韻腹爲後元音的三等開口字）轉變爲脣齒音。音韻學稱這部分字爲輕脣音，而仍保持雙脣音發音的字爲重脣音。在三十六字母，《切韻》系統的幫母重脣音仍稱幫母，而輕脣音稱非母。多數漢語言繼承自三十六字母階段的發音，如粵語和北京音系。
粵語中，幫母重脣音對應粵語幫母[p]，派陰聲調；輕脣音對應粵語非母[f]，派陰聲調。
吳語演變與粵語一樣，幫母重脣音對應吳語[p]，輕脣音對應吳語[f]。
在北京音，幫母重脣音對應普語[p]（ㄅ、b）（上表例字除風、反、付、法四字），輕脣音對應普語[f]（ㄈ、f）。
閩語普遍保留幫母與非母混讀的情況，此情形多在白讀層，如閩南語「方」[pŋ]、「放」[paŋ]。但在文讀層多變成[h]，如「方」[hoŋ]。
在大部分非母字已變成輕唇音[f]的方言，某些非母字依然不規則保留重唇讀法，如廣州話「甫」pʰou、客家話「放」pioŋ等。

## 域外方音
朝鲜语無脣齒音，幫母字發音均爲雙脣音，有的爲不送氣音ㅂ[p]，有的爲送氣音ㅍ[pʰ]，是否送氣無明顯規律。前者如“方”（paŋ，방），後者如“風”（pʰuŋ，풍）。
在日語吳音和漢音，幫母字不分輕重脣，一律讀は行（[h]或[ɸ]），但在促音後仍保留古音讀ぱ行[p]，如“日本”（“本”屬幫母）在無促音時爲にほん（nihon），而在有促音時爲にっぽん（nippon）。
越南語幫母字多數濁化爲[ɓ]（b-），但幫母字爲陰調，仍與陽調的相區別。輕脣字同多數漢語方言變爲[f]（ph-），而重紐四等字變爲[t]（t-），如“比”（tỷ）。